# Liam Ó Buachalla
 (décembre 2018).
Si vous disposez d'ouvrages ou d'articles de référence ou si vous connaissez des sites web de qualité traitant du thème abordé ici, merci de compléter l'article en donnant les références utiles à sa vérifiabilité et en les liant à la section « Notes et références ».
Liam Ó Buachalla, né le 10 avril 1899 à Dublin et mort le 15 octobre 1970 à Drogheda, est une personnalité politique irlandaise. Il est expert financier durant la guerre d'indépendance. Il est sénateur de 1939 à 1969 et Cathaoirleach (président) du Seanad Éireann, chambre haute du parlement.

## Biographie
Ó Buachalla, professeur d'économie à l'University College Galway (UCG), est nommé par le Taoiseach Éamon de Valera au 3e Seanad en 1939, pour pourvoir au poste vacant à la suite du décès du colonel Maurice Moore. Il est reconduit au 4e Seanad et au 5e. Après que Fianna Fáil ait perdu le pouvoir aux élections générales de 1948, il est peu probable que le nouveau Taoiseach du Fine Gael le reconduise. Il est élu au 6e Seanad au sein du panel de la culture et de l'éducation. Il est réélu cinq fois, jusqu'à sa démission lors de l'élection du Seanad en 1969.
Il est Cathaoirleach (président) du Seanad de 1951 à 1954 et de 1957 à 1969 et est également Leas-Chathaoirleach (vice-président) de 1954 à 1957.
Il enseigne l'irlandais dans les domaines du commerce et de l'économie depuis sa nomination dans le cadre du programme de gaélisation du troisième niveau. Il est l'auteur de nombreux manuels parmi lesquels "Bunadhas na Tráchtála", "Bunadhas an Gheileagair", "Cúntais agus Cúntaisíocht", "ArdChúntaisíocht" and "Forás Teoiricí an Gheilleagair".
Il fut le fondateur du Scoltacha Éigse agus Seanchais au Conamara Gaeltacht.
Son épouse Máire Ní Scolaí est une chanteuse et également une actrice.